# Дворац Гедеона Рохонција на Бисерном острву
Дворац Рохонци на Бисерном oстрву je градио барон Гедеон Рохонци крајем 19. века. Налази се код Новог Бечеја у природном окружењу рукавца, тзв. мртве Тисе, погодне за гајење винове лозе. С овог места потиче најквалитетније вино, Крокан. Представља непокретно културно добро као споменик културе.

## Опис
Дворац представља спратну зграду са стилским обележјима класицистике. На главној фасади доминира ризалит са три симетрично постављена прозора на приземљу и спрату. На средишњем делу главне фасаде у приземљу се налази улазни трем. Кров је масиван, а на његовом средишном делу се налази октогонална кула осматрачница, која је каснијим адаптацијама мењана. Изнад надпрозорника горњег спрата налазе се медаљони украшени главама бога Бахуса – заштитника виноградара, и главама животиња. Поред ових антропоморфних и зооморфних украсних елемената представљени су и вегетабилни у виду плитког рељефа са мотивом плодова воћа и житарица, такође изнад надпрозорника. У медаљону изнад средишњег прозора који се налази изнад улаза у зграду, налазио се грб породице Рохонци. После Другог светског рата, замењен је петокраком. Целокупан репертоар украса симболично представља раскош и изобиље целог имања тога доба као и богатство породице Рохонци.
Димензијама и стилом дворац на Бисерном острву представља вредни објект, посебно у амбијенту коме главни печат даје близина Тисе и виногради. Данас је дворац у лошем стању, али се очекује реновирање.

## Галерија
- Дворац Рохонци крајем 19. века
- Поглед са југозапада
- Медаљон на фасади - Бахус
- Медаљон на фасади - коњ
- Медаљон на фасади - ован
- Северна фасада
- Северозапад
- Спирално степениште